# Искалонга (Авелино)
Искалонга је насеље у Италији у округу Авелино, региону Кампанија.
Према процени из 2011. у насељу је живело 110 становника. Насеље се налази на надморској висини од 262 м.